# Le Sixième Jour (album)
Pour les articles homonymes, voir Le Sixième Jour (homonymie).
Albums de Dalida
Le Visage de l'Amour
(1986) The Best of Dalida: Volume 1
(1986)
Le Sixième Jour est une compilation de Dalida spécialement commercialisée pour promouvoir la nouvelle chanson enregistrée conjointement à la sortie du film Le Sixième Jour dont la chanteuse venait de terminer le tournage. Cette chanson est la dernière chanson que Dalida a enregistré avant son décès.
La chanteuse a largement fait la promotion de la chanson et surtout du film, en apparaissant dans beaucoup d'émissions. Malgré une critique élogieuse du film et le talent d'actrice reconnu à Dalida, le film n'aura pas le succès escompté. Dalida interprètera Le Sixième Jour lors de sa dernière apparition à la télévision française au cours d'une émission de Jacques Martin en février 1987.

## Le Sixième Jour

### Face A
- Le sixième jour
- Fini, la comédie
- J'attendrai
- Paroles, paroles
- Il venait d'avoir 18 ans
- Salma Ya Salama (en égyptien)

### Face B
- Pour te dire je t'aime
- Ti amo (je t'aime)
- Kalimba de luna (en anglais)
- Parle plus bas
- Gigi l'amoroso

## Single
- Le sixième jour / instrumental

## Classement hebdomadaire
| Année | Album           |                      |
| Année | Album           | Drapeau de la France |
| ----- | --------------- | -------------------- |
| 1987  | Le sixième jour | 20                   |